# 凱文·查佩爾
凱文·查佩爾（英語：Kevin Chappell；1986年7月8日—）是一位美國高爾夫球運動員。他現在參加PGA巡迴賽的賽事。他在2012年開始參加PGA巡迴賽的賽事。他出生在加利福尼亞。查佩爾首次參加PGA巡迴賽賽事是在2008年。